# August Wilhelm Johnson
August Wilhelm Johnson, kallad "Lejonet från Skandinavien", var en svensk kraftkarl aktiv omkring sekelskiftet 1900. Han turnerade bland annat i USA tillsammans med Oscar Wahlund.
Vid en brottningstävling i Chicago gav han världens starkaste man, fransk-kanadensaren Louis Cyr, sitt livs hårdaste match.